# Gaston Bourgeois
Gaston Bourgeois, né le 3 mars 1899 à Champvans (Jura) et mort le 2 juin 1963 à Cagnes-sur-Mer, est un proviseur de lycée et résistant français.  

## Biographie
Gaston Armand Séraphin Bourgeois nait à Champvans près de Dole dans le Jura en 1899. 
Vers la fin de la première guerre mondiale, il est interprète en allemand dans un camp de prisonniers à Pamiers. C'est là qu'il rencontre sa future première épouse, Mariette Vassort, originaire d'Arras et alors réfugiée de guerre avec sa famille.  
Ils se marient le 24 juillet 1923 et auront deux enfants, Jean et René. 
Son parcours professionnel commence à Montélimar où il est professeur d'allemand au début des années 1930. Il devient ensuite principal du collège d'Aubusson, où il se trouve avant le déclenchement de la seconde guerre.
Pendant la période de la guerre ce qui est devenu le lycée Georges-Leygues de Villeneuve-sur-Lot n'était alors qu'un collège. C'est dans ce collège dont il est le principal à partir de 1940 qu'il fait la majorité de ses actions : sauvetage de plusieurs enfants juifs alors même que certains cadres de l'établissement étaient collaborateurs. Au-delà de leur séjour dans l'établissement (où ils étaient nourris dans le pensionnat) Gaston Bourgeois fournit à ses élèves juifs des faux papiers et des cartes d’alimentation et leur trouve des familles d’accueil auprès desquelles ils peuvent passer les congés scolaires. Plus de vingt enfants juifs sont admis parmi lesquels Jacques Braunstein, né en France en 1931, et Henri Kohn, né en Pologne en 1926, ainsi que Jacques Friedmann, né en 1930.
À la Libération, il est nommé sous-préfet de Villeneuve-sur-Lot, et est décoré de la médaille de la Résistance puis de la Légion d'Honneur en 1951, qu'il n'acceptera qu'au titre de l'éducation nationale. 
Il quitte ensuite le Lot-et-Garonne pour prendre son dernier poste, celui de proviseur du lycée d'Antibes, qu'il occupera jusqu'à son décès.
Il est nommé Juste parmi les nations le 26 octobre 1989 élu par le comité français pour Yad Vashem.
Il meurt à Cagnes-sur-Mer le 2 juin 1963.

## Postérité
Une place de Villeneuve-sur-Lot porte son nom, ainsi que l'agora du lycée où il a exercé pendant l'occupation.